# Mooring

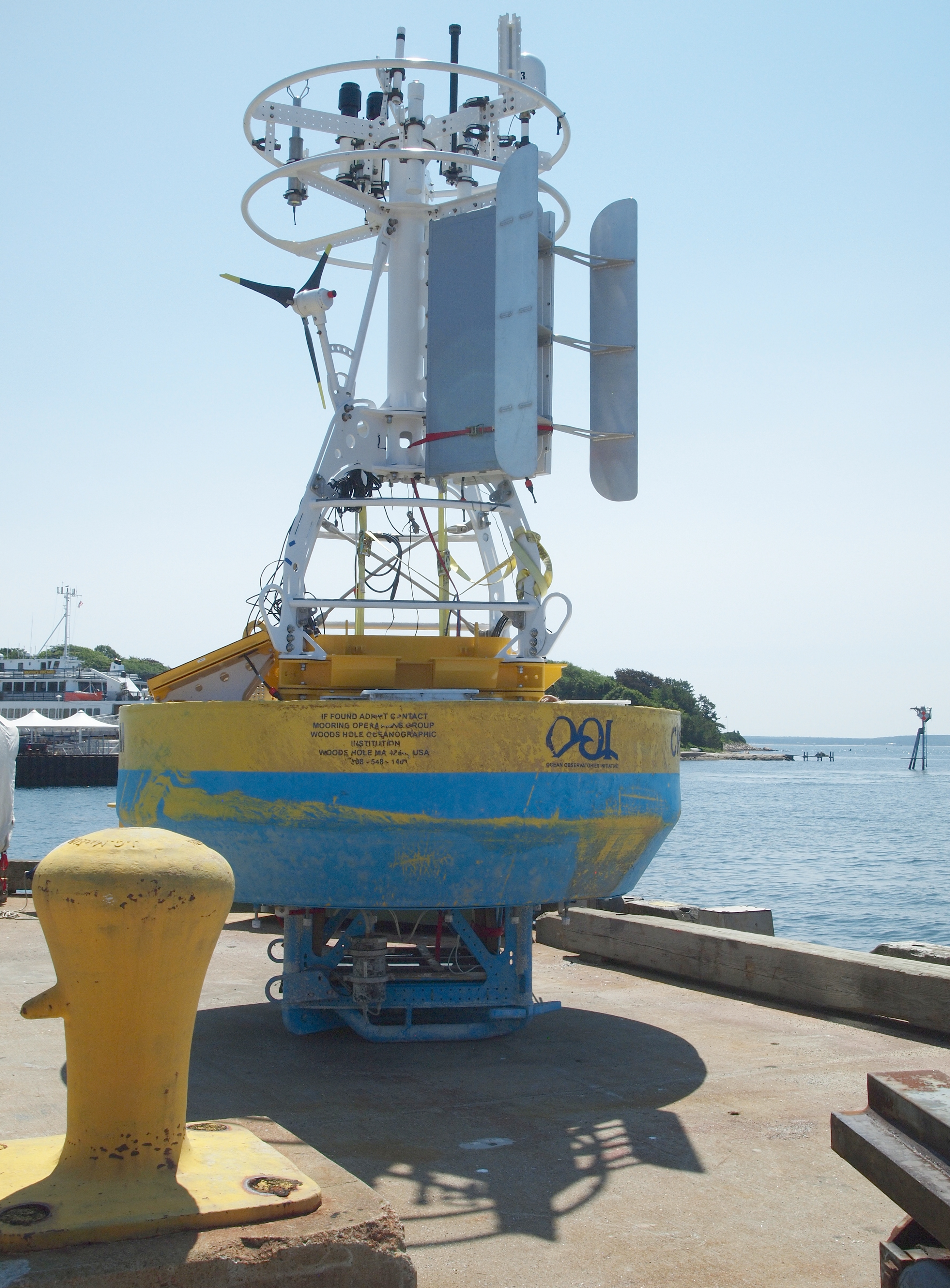
La boa di superficie di un mooring

Schema delle componenti di un mooring

In oceanografia, un mooring è un sistema di dispositivi collegati ad un cavo metallico ancorato ad un fondale marino fino a 1000 metri di profondità, con l'obiettivo di monitorare diversi parametri come le correnti oceaniche o le proprietà fisiche dell'acqua. Può rimanere immerso da uno a quattro anni.

## Composizione
Il mooring è sostenuto da diversi galleggianti posti lungo tutta la lunghezza del cavo. Vi sono anche posizionate diverse strumentazioni, a seconda delle misurazioni necessarie: correntometri, trappole per acqua e sedimenti, sensori di salinità e temperatura, turbidimetri, ossia misuratori della torbidità dell'acqua, e uno sganciatore, che al momento del recupero invia ultrasuoni che permettono di individuare il mooring.
Una delle principali componenti del mooring è la boa di superficie, che è dotata di antenne e trasmettitori per comunicare in tempo reale rilevazioni e dati o un eventuale sganciamento accidentale del mooring. La zavorra che tiene il mooring ancorato al fondale è sganciabile a distanza per il recupero dello strumento.

## Benthic lander
Il benthic lander è una sorta di mooring che ha lo stesso scopo di rilevazione e misurazione, ma che non ha nessun cavo perché viene collocato direttamente sul fondale, a profondità inferiori.